# 伊利夫卡 (多夫然斯克區)
48°32′50″N 39°43′42″E / 48.54722°N 39.72833°E
伊利夫卡（烏克蘭語：Іллівка）是位於烏克蘭東部的村莊，由盧甘斯克州多夫然斯克區的索羅基內市鎮負責管轄。該村始建於1951年，面積0.91平方公里，海拔高度106米，2001年人口20，人口密度每平方公里21.9人。